# Nicolás Palacios
Nicolás Palacios Navarro (Santa Cruz, Colchagua, Chile, 9 de septiembre de 1854 - 11 de junio de 1911) fue un médico, veterano de guerra y pensador político chileno de ideas nacionalistas. Es conocido por su polémica obra Raza chilena (1904), en la que postulaba la superioridad racial del chileno dado su mestizaje entre «visigodos guerreros» y «recios araucanos».

## Biografía

### Familia y estudios
Hijo de Faustino Palacios Loyola y de doña Jesús Navarro Alcalde, fue el mayor de seis hermanos, entre ellos el también escritor y médico Senén Palacios. Su madre murió cuando él era todavía un niño, alumno de la escuela del pueblo.
En 1868 se trasladó a Santiago para estudiar en el Instituto Nacional, donde tomó contacto con las ideas de Diego Barros Arana, Francisco Bilbao y José Victorino Lastarria. Después de terminar en 1874 sus estudios secundarios, sigue la carrera de médico. Sus estudios universitarios los complementó con otras actividades culturales, como la pintura, la escultura y la creación literaria.

### Carrera militar
En 1879 cae en una profunda depresión debido al sorpresivo fallecimiento de una de sus hermanas; esto repercutió en su salud y le impidió partir junto con su hermano Senén como voluntario en el regimiento Atacama cuando se iniciaba la Guerra del Pacífico (1879-1883). Pero al año siguiente, ya recuperado, parte al frente dejando inconclusos sus estudios y sirve como cirujano en los Cazadores del Desierto, participando en las batallas de Tacna, Chorrillos y Miraflores, para finalmente entrar junto con las tropas chilenas victoriosas en Lima.
Finalizado el conflicto y después de un retiro de tres años, acepta en 1886 el puesto de médico en el mineral de Las Condes, ubicado en la cordillera, lugar donde trabajó hasta 1890, cuando retornó a Santiago para continuar con sus estudios de medicina y, finalmente, graduarse.
Durante la sangrienta Guerra Civil de 1891, Palacios participó al lado de los congresistas contra el presidente José Manuel Balmaceda. Sin embargo, su encantamiento con la República Parlamentaria irá decayendo con los años.

### Carrera como médico
En 1894, abandona nuevamente la capital y se traslada como médico a las oficinas salitreras del norte de Chile. Fija su residencia en el Alto de Junín y allí escribe una serie de artículos referido al problema industrial y social salitrero.
En 1900, viaja a Europa y en Londres escribe una serie de artículos en defensa de la chilenidad, como respuesta a comentarios ofensivos hacia Chile y su pueblo por parte de algunos connacionales.
De vuelta en su país, continúa trabajando en las salitreras y asume públicamente una posición crítica hacia las políticas de colonización implementadas por el gobierno en el sur de Chile, en perjuicio de los pueblos originarios y los habitantes chilenos de ese sector. Su hermano Senén ha dejado el siguiente testimonio sobre aquella situación: "A los araucanos se les quitaba sus tierras con la fuerza de las armas. Luego siguió el éxodo de miles de chilenos que se expatriaban conduciendo de la mano a sus esposas e hijos. Los gendarmes los expulsaban a balazos, empujándolos con la punta de las bayonetas. Se necesitaban sus tierras para entregárselas a los inmigrantes que iban llegando".

#### Raza chilena(1904)

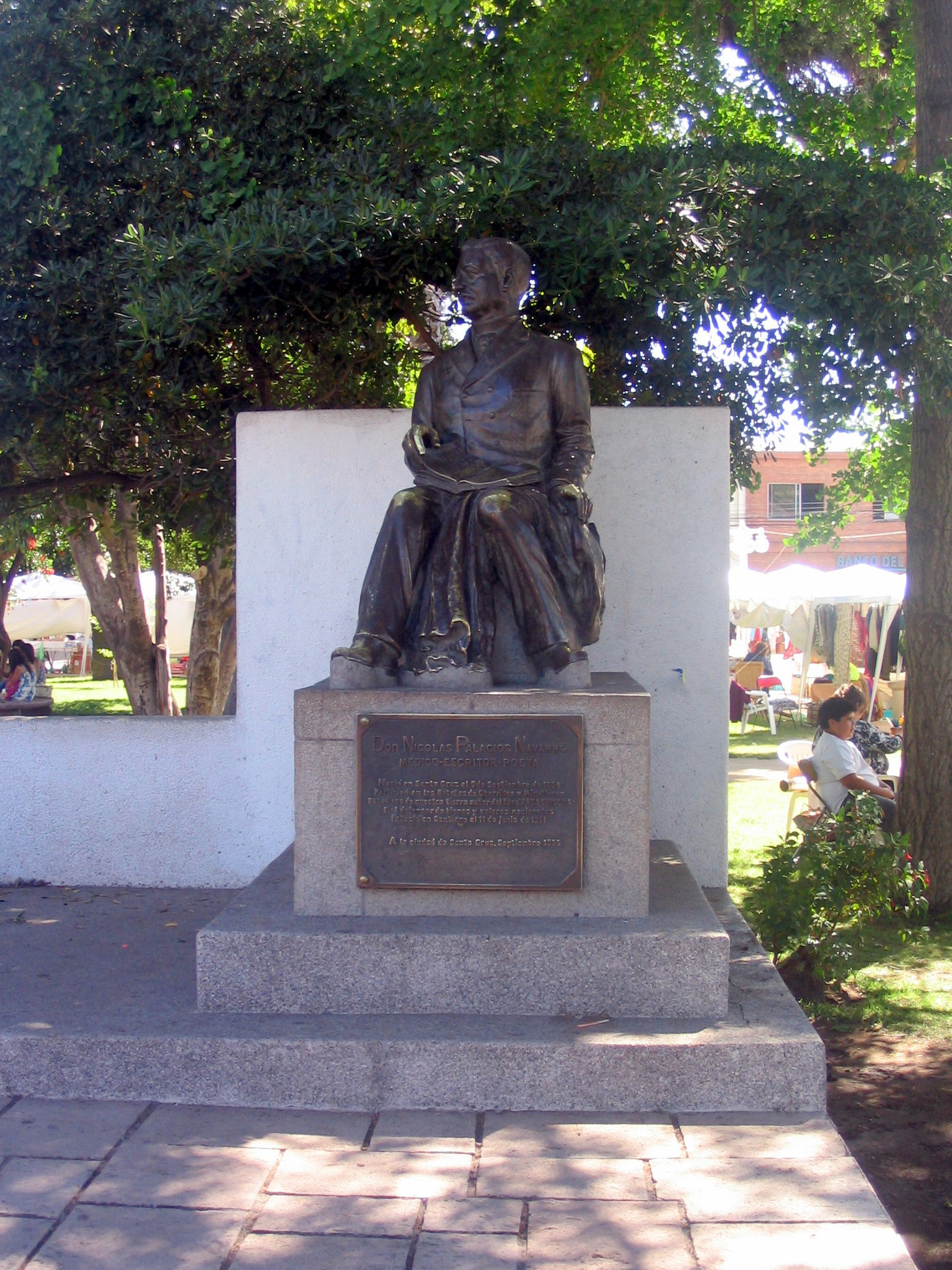
Estatua de Nicolás Palacios, en la plaza de armas de su ciudad natal, Santa Cruz.

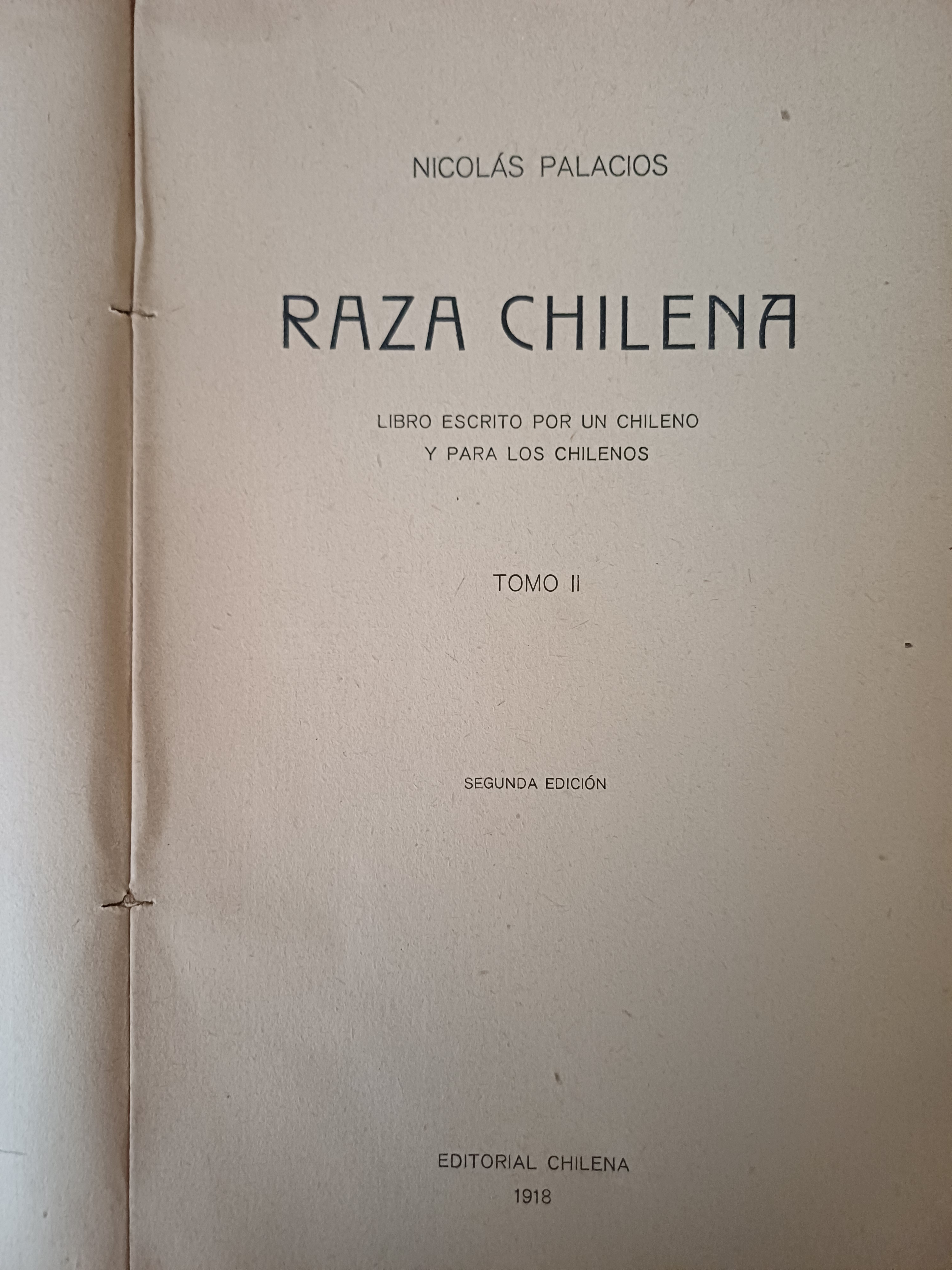
Segunda edición, 1918, de Raza chilena, tomo II, Editorial Chilena, Santiago de Chile.

En 1904, viaja a Valparaíso, donde, junto con inaugurar una placa en honor a Bernardo O'Higgins, publica de su propio bolsillo el libro Raza chilena, que agrupa una serie de estudios y artículos referidos a la formación del roto o mestizo chileno, con juicios sobre variados aspectos sociales y de la política contingente. Esto será retomado años más tarde por Alberto Cabero en su libro Chile y los chilenos (1927); Benjamín Subercaseaux, con Contribución a la realidad, y Galvarino Guzmán, con Mañanas criollas.
Palacios, que estaba muy influido por el evolucionismo de Charles Darwin y Herbert Spencer, sostenía que:

el pueblo chileno pertenecía a una raza superior, formada por la mezcla de conquistadores de raza goda y araucanos recios y valientes. Sus tesis racistas fueron retomadas por el historiador Francisco Antonio Encina en su voluminosa Historia de Chile, y tuvieron gran influencia en los jóvenes intelectuales nacionalistas de la década siguiente"
Memoria Chilena.

Según Hernán Godoy, el objetivo del ensayo de Palacios es la reivindicación del hombre del pueblo. Su tesis central, señala, es que "el roto chileno constituye una entidad racial perfectamente definida; como mestizo, de godo y araucano, ambos de psicología patriarcal, representa el valor humano superior". Palacios formulaba así, por primera vez la tesis del origen gótico del conquistador español que vino a Chile, tesis que, de una forma más matizada, va a exponer también Encina.
Más tarde, "la tesis del origen godo de la población chilena fue utilizada por intelectuales ligados al nacional-socialismo criollo, que vieron en ella la demostración de que los chilenos participábamos de la supuesta superioridad de la raza aria por sobre los otros pueblos del mundo".
En 1907, ubicado en un hotel próximo a la Plaza Manuel Montt de Iquique, presenció la Matanza de la Escuela Santa María de Iquique, donde centenares de trabajadores salitreros fueron acribillados frente a la Escuela Domingo Santa María y alrededores. Palacios condenó el suceso, y gracias a él se dio a conocer a nivel nacional, meses más tarde, a partir de la publicación de sus artículos en Valparaíso.
De regreso en Santiago, lleva una vida retirada y modesta, al alero del hogar de la familia de la Maza. Una de sus últimas actuaciones públicas, según recuerdos de su hermano Senén, tuvo lugar en las sesiones del Ateneo, donde el autor leyó La decadencia del espíritu de nacionalidad, texto extraído de Raza chilena.
Nicolás Palacios falleció a la edad de 56 años, el 11 de junio de 1911, producto de un aneurisma, cuando se encontraba concentrado en la preparación de dos publicaciones: Demografía Gótica y la Revisión en América Latina de la Histórica del Viejo Mundo y próximo al lanzamiento de una versión actualizada de Raza chilena, en el cual daba respuesta a las críticas realizadas a su primera edición.
Las osamentas de los hermanos Senén y Nicolás Palacios Navarro fueron trasladadas finalmente a Santa Cruz con honores militares por su destacada participación en la Guerra del Pacífico.

## Reconocimientos
- Estatua de bronce, ubicada en la Plaza de Armas de Santa Cruz, en la esquina de la calle Plaza de Armas y calle Nicolás Palacios.[5]

- Una de las arterias principales de su ciudad natal lleva su nombre. De longitud: 684,2 metros.[6]

- Un establecimiento educacional de tipo preuniversitario honra su nombre.[7]

- Monumento "Raza chilena" a Nicolás Palacios, ubicado al lado de la estatua en la Plaza de Armas de Santa Cruz.[8] La obra fue realizada por el escultor y pintor Fernando Thauby Sanhueza en 1926, la cual representa una escena de dos campesinos que caminan; el hombre va descalzo y el torso desnudo, con sus pocas pertenencias en un hatillo que sostiene sobre su hombro; atrás, su mujer camina con un niño en brazos, acompañados por un perro.[9]  En la actualidad a la figura del hombre campesino le falta parte de su brazo y mano.

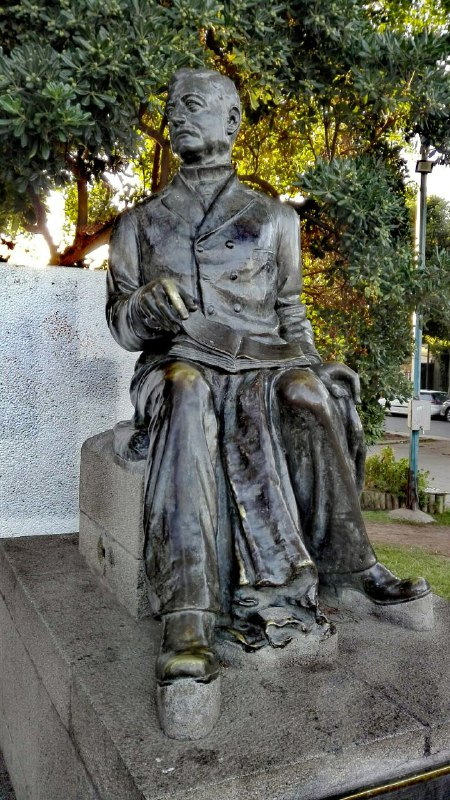
Detalle de la estatua.
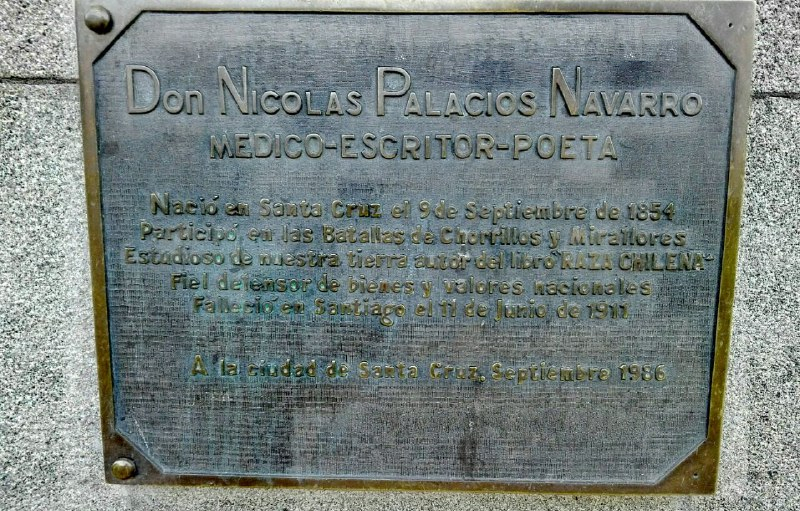
Placa de la estatua.
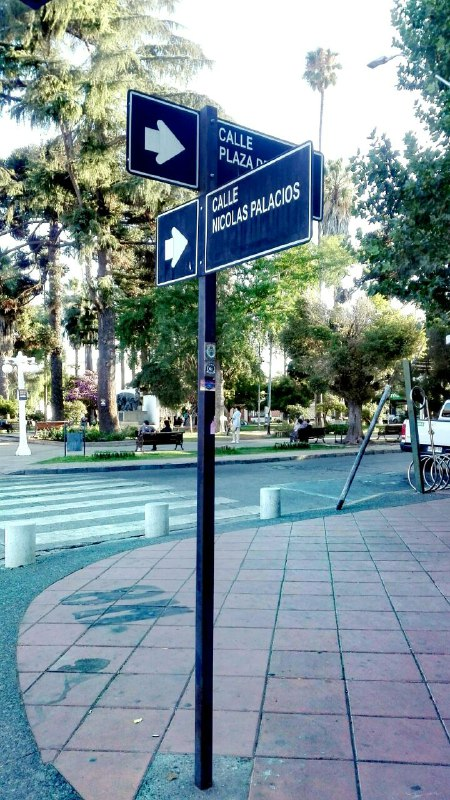
Letrero de la calle Nicolás Palacios.
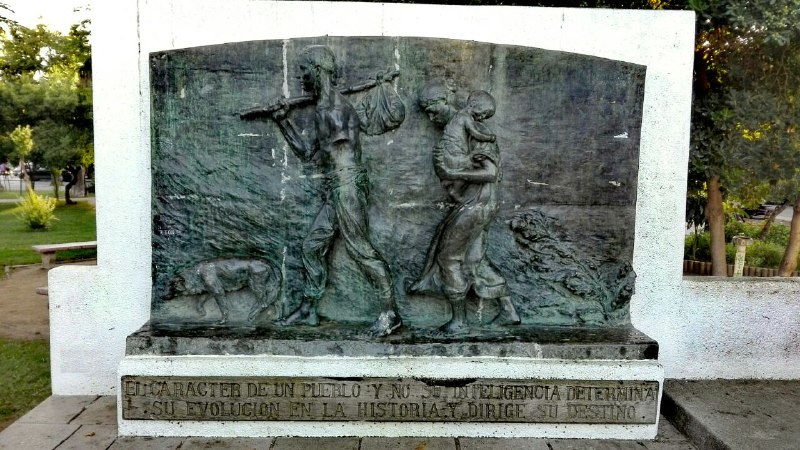
Monumento Raza Chilena